# Roulier (navire)
Pour les articles homonymes, voir Roulier et Voiturier.
« Ro-Ro » redirige ici. Pour le footballeur, voir Ró-Ró (football).

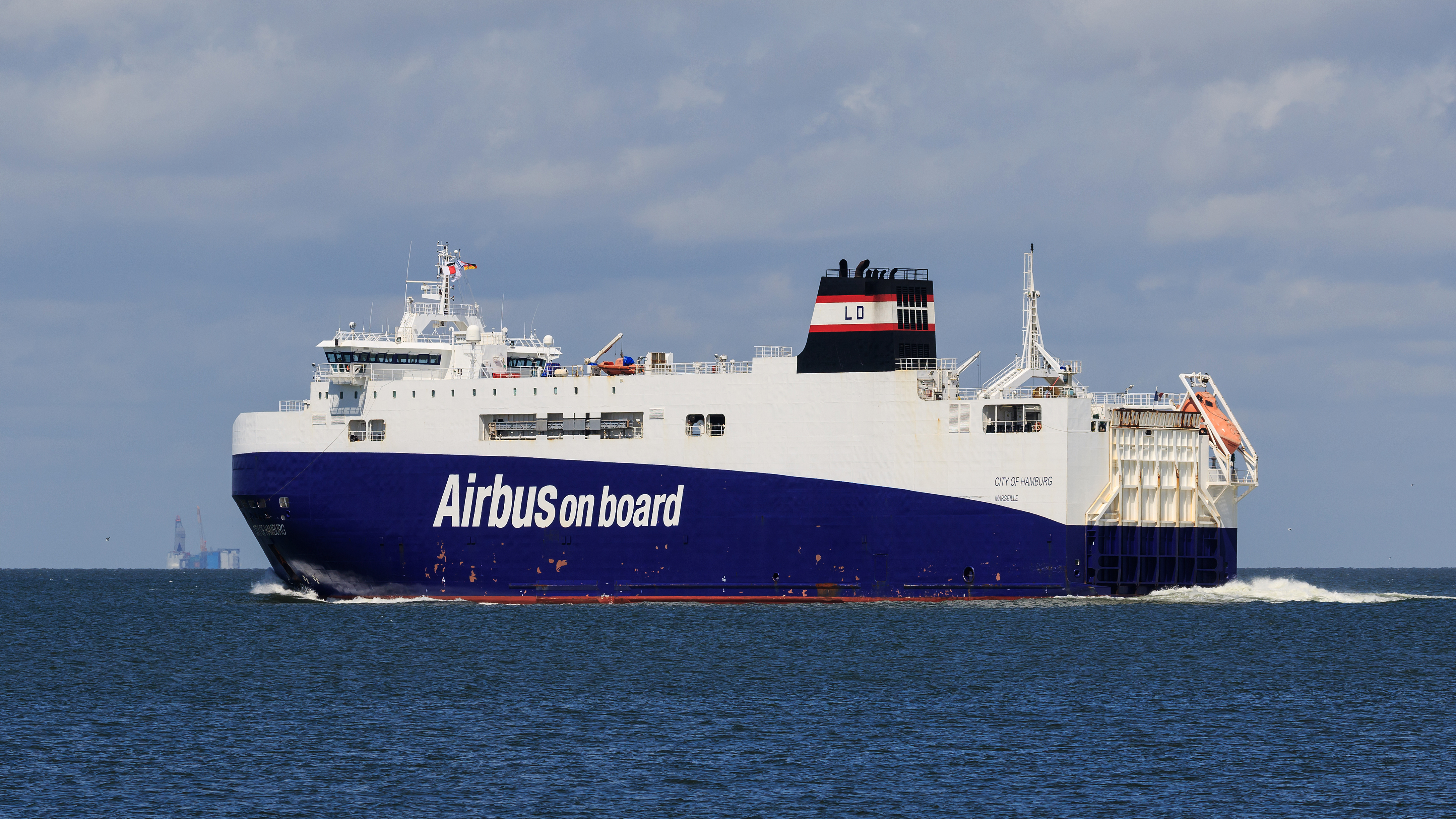
Le City of Hamburg, un roulier utilisé pour transporter des composants d’Airbus A380.

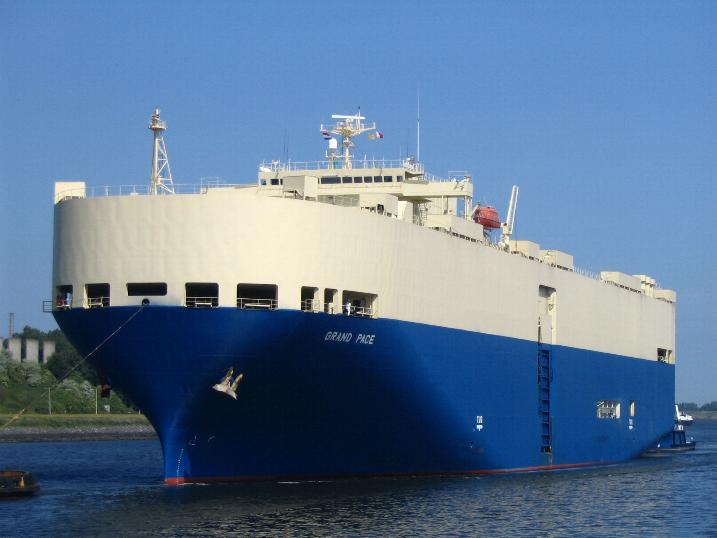
Le Grand Pace à Rotterdam

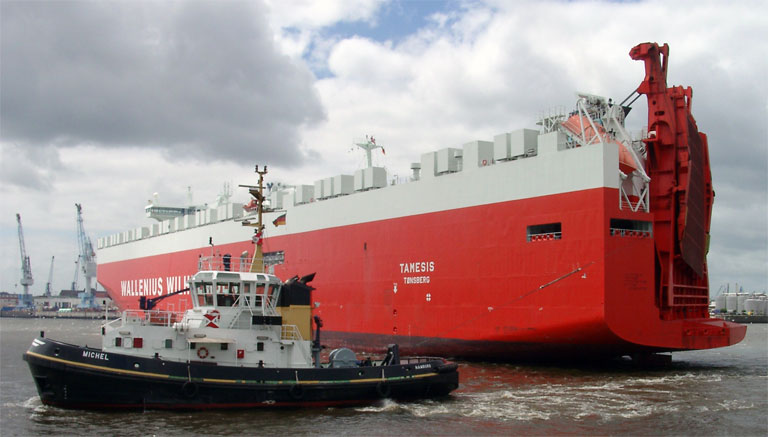
Le Tamesis à Hambourg

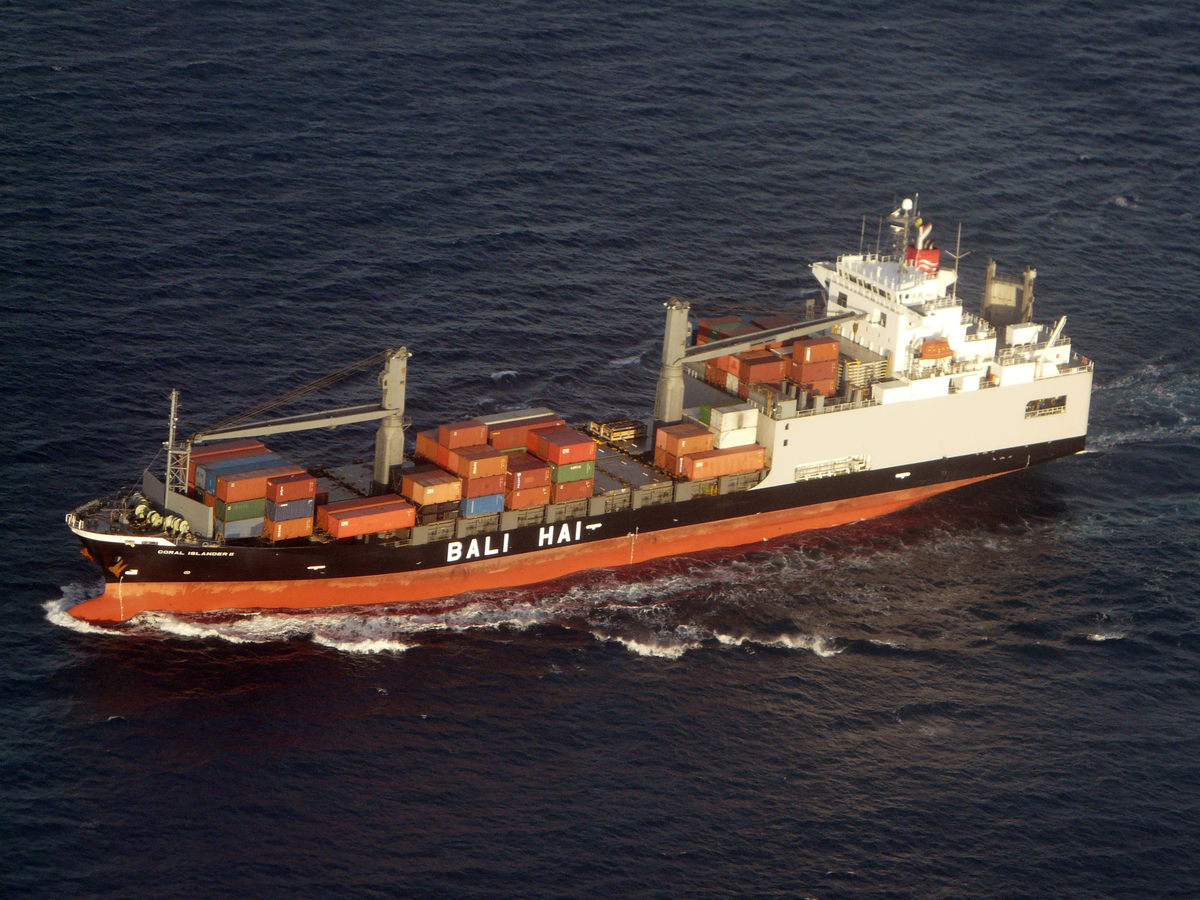
Le porte-conteneurs/roulier Coral Islander II approchant le port de Papeete, Tahiti

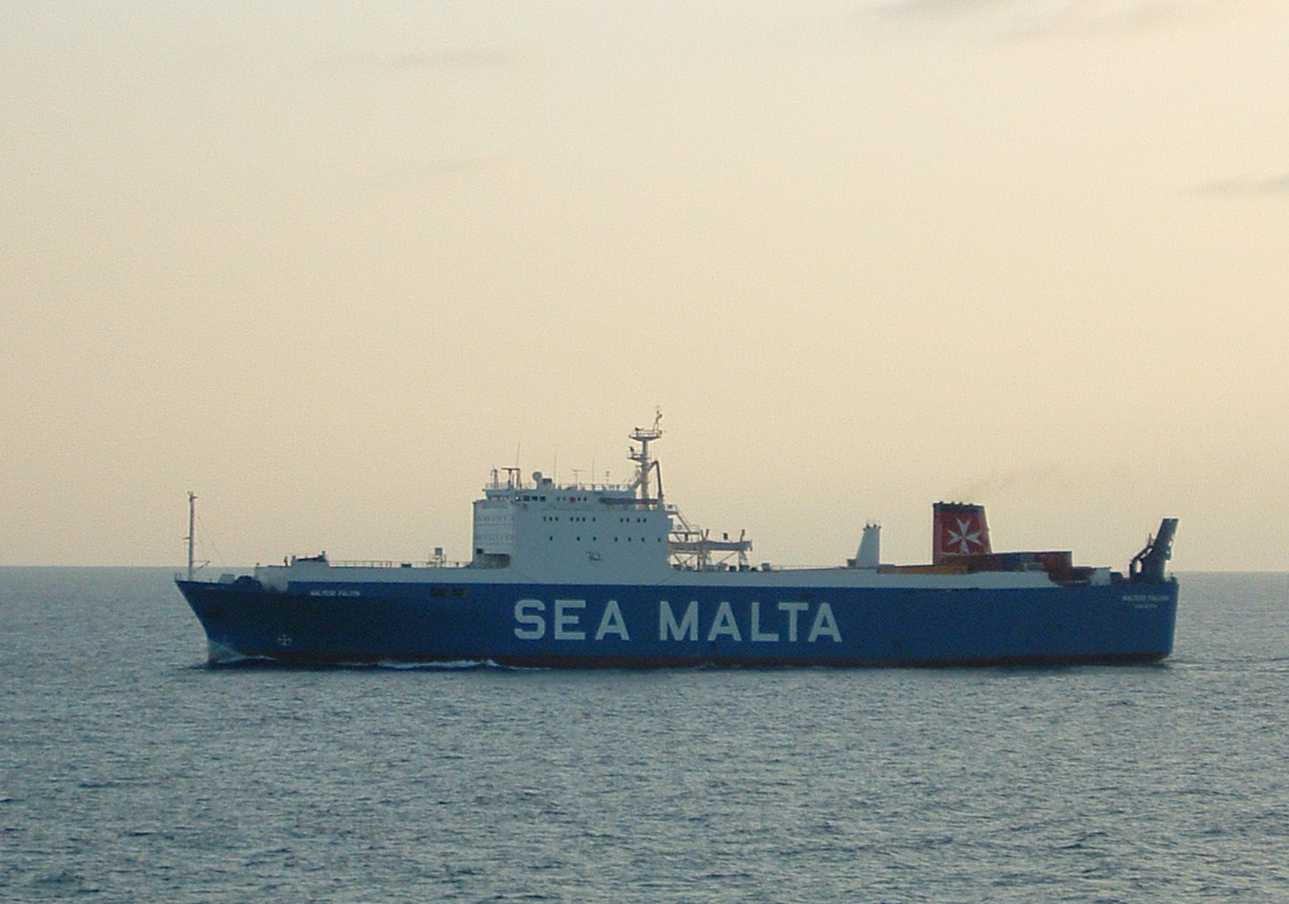
Roulier en mer

Un roulier est un navire spécialisé  pour le transport de voitures et d'autres véhicules montant à bord grâce à une ou plusieurs rampes d'accès. On les dénomme aussi ro-ro, de l'anglais roll-on/roll-off signifiant littéralement « rentrer en roulant, sortir en roulant», pour faire la distinction avec les navires de charge habituels où les produits sont chargés à la verticale par des grues. Ils sont surtout utilisés sur les routes Europe - Asie - États-Unis, pour le transport de voitures neuves.
Il en existe plusieurs types, selon qu'ils transportent ou non des passagers, des conteneurs sur le pont ou d'autres marchandises.

## Historique

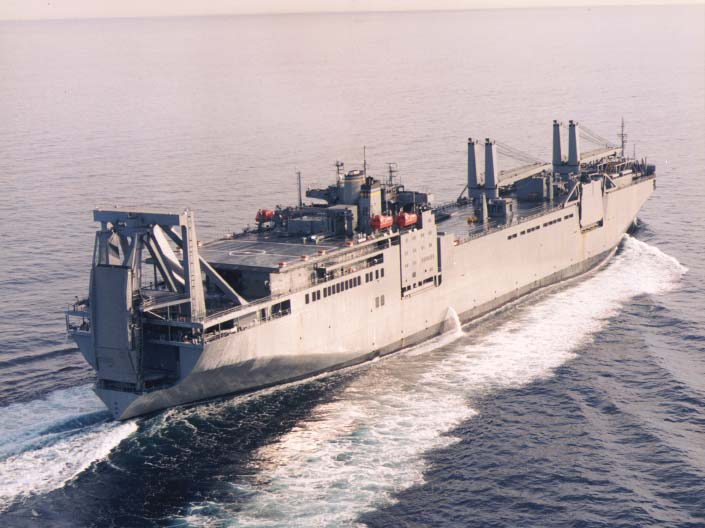
USNS Yano.

Depuis le début des années 1970, les importations et exportations de véhicules ont très fortement progressé et de nouveaux types de navire capables de transporter ces véhicules sont apparus. En 1973, la compagnie maritime japonaise K Line construisit le European Highway, le premier pur transporteur de voitures qui pouvait embarquer 4 200 automobiles.
Aujourd'hui, les transporteurs de voitures et leurs proches cousins, les transporteurs mixtes voitures/camions sont devenus une classe à part de navires. On les distingue facilement par leurs structures hautes, très carrées et entièrement fermées, sorte de grosse boîte d'acier couvrant toute la longueur, la largeur et la hauteur de la coque provoquant un fardage important, et munie de grosses rampes repliables à l'arrière et/ou sur le côté du navire.
En septembre 2015, venant du port d'Anvers, arrive au Havre le plus gros navire roulier : avec 8 500 véhicules transportés, le HöeghTarget New Horizon , de 199 mètres de long, dépasse tous les navires rouliers habituels. Il fera 80 escales par an au Havre, premier port roulier français . Ayant chargé en 24 heures 800 voitures françaises, Peugeot et Renault, il lève l'ancre pour Southampton, puis fait escale à Santander (Espagne), et à Tanger (Maroc) pour charger des voitures fabriquées au Maroc et en Turquie . Il va toute l'année du Havre à La Réunion .

## Description
L'appellation ro-ro fait référence avant tout à la technique de manutention : on charge et décharge les colis en les faisant rouler depuis la rampe roulière portuaire (quand elle existe) jusqu'à la rampe mobile du navire, ce qui permet ainsi de conduire tout ce qui est roulant dans le garage du navire ou de l'en évacuer dans l'autre sens. Le ro-ro est particulièrement adapté au transport de camions, de semi-remorques, voire de tracteurs, pelleteuses, etc. Il est également adapté au transport de conteneurs ou de caisses mobiles acheminés dans le garage du navire au moyen de chariots à fourche ou de remorques esclaves (plus familièrement appelés mafis du nom de la société allemande qui les a conçues). Parfois le pont garage est également équipé de voies de chemin de fer permettant le chargement de wagons de trains, comme pour le passage du détroit de Messine. Ce type de roulier est appelé traversier-rail en Français québécois.
Enfin, on peut aussi transformer en ro-ro ce qui relève habituellement du cargo polyvalent, c'est-à-dire des marchandises diverses (cartons, fûts, palettes, caisses). Celles-ci sont chargées sur les mafis qui feront donc le voyage de port à port mais ne sont pas autorisées à quitter ces derniers (les roues à faible diamètre ne sont pas autorisées à la circulation routière), d'où leur nom de « remorques esclaves ».
Le ro-ro s'oppose à la technique du lo-lo (lift on/lift off) qui recourt au chargement vertical et est utilisée plus traditionnellement sur les navires équipés de grues ou sur les porte-conteneurs. Certains navires combinent les deux techniques et sont appelés conro.

## Caractéristiques
Les transporteurs de véhicules mixtes voitures/camions ont certains ponts mobiles, permettant d'adapter une hauteur différente entre les ponts, suivant la hauteur des véhicules transportés. Ainsi, un navire de 6 500 unités voitures peut avoir trois de ses douze ponts, dont la hauteur peut varier de 1,7 mètre (hauteur standard des berlines) à 3,7 mètres, pour embarquer des camions, mais supprimant alors l'usage d'un des ponts.
En 2020, il y avait environ 1 400 navires de ce type en service dans le monde. La capacité des grands navires transporteurs de véhicules actuels utilisés en trafic transcontinental peut atteindre 8 500 voitures
. Une grande partie de cette flotte dépasse les 200 mètres de long et les 30 mètres de large.
Le chargement et le déchargement de ce type de navire nécessitent beaucoup de personnel, chaque véhicule étant conduit à l'intérieur et à l'extérieur du navire par un chauffeur. Le navire dispose de ses propres rampes mobiles pour l'accès et la sortie des véhicules, lui permettant de charger et décharger les véhicules latéralement sur un quai standard. Mais, désormais certains grands ports disposent de terminaux spécifiques pour ce genre de navire, permettant des opérations portuaires plus rapides.

## Architecture

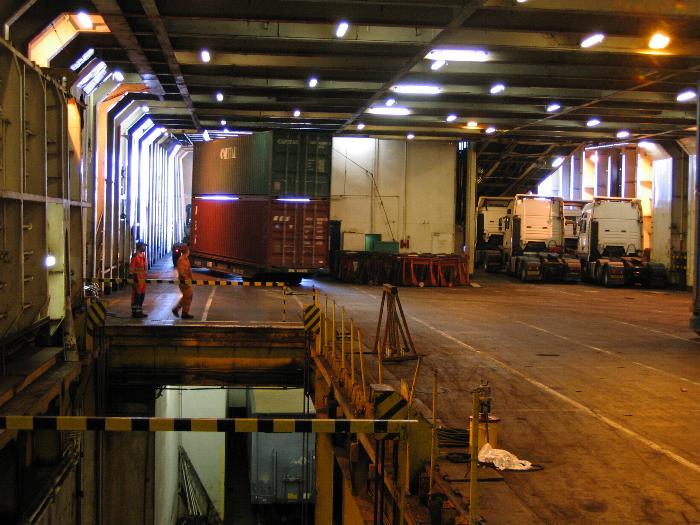
Chargement de conteneurs à l'intérieur d'un roulier

Le ro-ro est aménagé en garage dont les différents niveaux sont accessibles au moyen de rampes tournantes ou de systèmes d'ascenseur vertical. La rampe est située généralement à l'arrière et vient s'adosser au quai ou à la rampe roulière du port pour les manœuvres d'accostage. Elle est repliée en fin d'opération et lorsque le navire s'apprête à appareiller.
Ce type de navire est sujet au phénomène de surenfoncement.

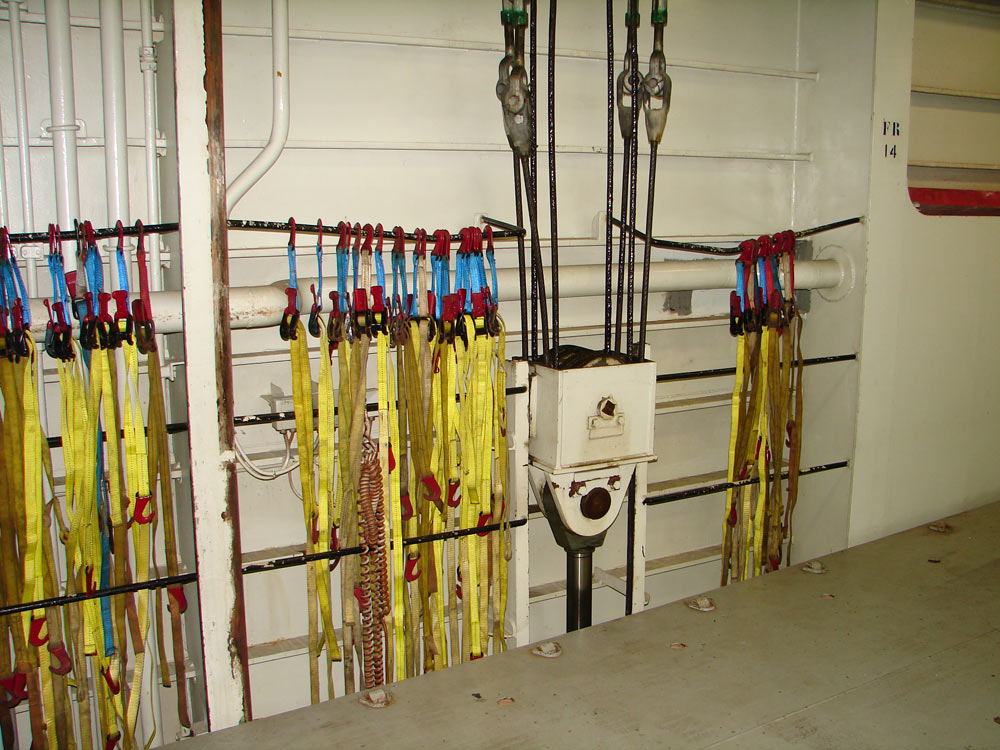
Matériel de saisissage d'un ro-ro

Le garage est équipé de dispositifs permettant le saisissage et la fixation des camions et autres engins roulants. Il peut être ou non pourvu de moyens propres de manutention (grues, mâts de charge). Les cadences de chargement et de déchargement sont limitées à quelques heures, ce qui est très appréciable quand on sait que le navire rapporte lorsqu'il est en mer (recettes)[Quoi ?] et qu'au port il est uniquement un centre de coûts[réf. nécessaire].
Le ro-ro est également un vecteur essentiel de l'intermodalité dans le transport puisqu'il permet d'embarquer des contenants (conteneurs, caisses mobiles, camions) sans toucher au contenu, c'est-à-dire à la marchandise. Il n'y a ainsi pas de rupture de charge.
L'unité utilisée pour l'appréciation de la capacité du ro-ro est exprimée en mètres linéaires (mètres au sol) ou en trailers (équivalent remorque). Contrairement au porte-conteneurs qui peut gerber les conteneurs en plusieurs hauteurs (une dizaine), la remorque positionnée dans un ro-ro ne peut être gerbée.
Le tirant d'eau du navire roulier est relativement faible et son fardage est important, ce qui limite sa stabilité et ses possibilités d'utilisation transocéanique. Un ro-ro dont la propulsion principale est le vélique : le Neoliner Origin ; est prévu pour une mise en service 2025, ce dernier pourra adapter son tirant d'eau au large jusqu'à 14 m lors de l'utilisation de ses voiles rigides.
Il est particulièrement adapté au trafic de cabotage, pour de courtes distances (transmanche, transméditerranée) comme les liaisons France métropolitaine vers des îles (Corse ou Baléares) ou vers le Maghreb, ou pour traverser le détroit de Gibraltar. 
Les procédures de sécurité des navires rouliers ont été améliorées à la suite du naufrage du Herald of Free Enterprise le 6 février 1987 et au procès qui s'ensuivit à Douvres. À cette époque, la passerelle ne disposait pas de témoins de fermeture des portes étanches avant et arrière.

## Principaux armements
Les principales compagnies maritimes à exploiter des transporteurs de véhicules sont :
- Wallenius-Wilhelmsen (Suède/Norvège)
- Hoegh-Autoliners (Norvège)
- EUKOR Car Carriers (Corée du Sud). Hyundai Merchant Marine est devenue en 2003 propriété de Wallenius Lines AB pour 40 %, Wilh. Wilhelmsen ASA pour 40 % et les 20 % restants de Kia Motors Corporation et Hyundai Motor Company.
- Kawasaki Kisen Kaisha (K Line) (Japon)

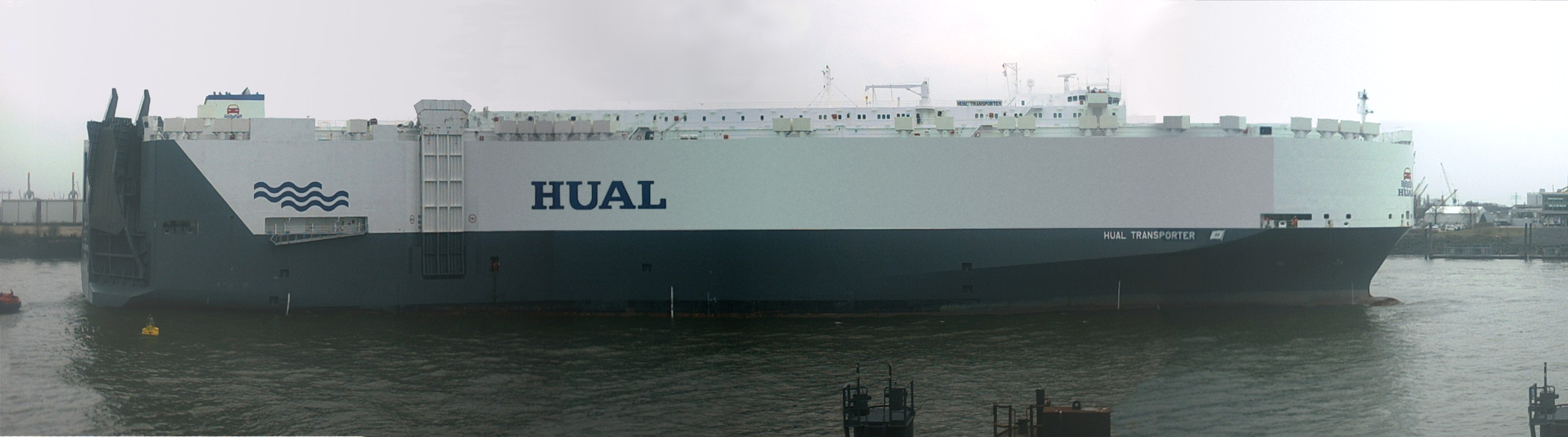
Le Hual Transporter, construit en 1999, ici quittant Hambourg en mars 2004

- NYK Line (Japon)
- Mitsui O.S.K. Lines (Japon)

## Accidents
Le 14 décembre 2002, à 2 heures du matin et par fort brouillard, le Tricolor, transporteur de véhicules de la compagnie norvégienne Wallenius, d'une taille de 190 sur 42 mètres et transportant 2 862 voitures de luxe et 77 engins de chantier se couche sur un haut-fond dans le pas de Calais à 30 km au large de Dunkerque, après avoir été abordé par un porte-conteneurs. Le navire avait chargé des BMW, des Volvo et des Saab à Zeebruges en Belgique et se rendait à Southampton en Grande-Bretagne où il devait charger d'autres véhicules avant de partir pour les États-Unis. Le navire (valeur estimée 40 millions d'euros) et la cargaison (49 millions d'euros) ont été renfloués à grand frais, car l'épave provoquait d'importantes gênes à la navigation, en étant presque totalement irrécupérables.
Un accident semblable a causé la perte du Baltic Ace le 5 décembre 2012. Il est entré en collision avec le porte-conteneurs Corvus J à hauteur de Goeree-Overflakkee à 65 km de la côte de Zélande. Le Baltic Ace a coulé rapidement après la collision. L'endroit où s'est produite la collision est une importante voie de navigation maritime en mer du Nord au large du port de Rotterdam.
Le 12 mars 2019, le navire italien Grande America, un roulier mixte transportant des véhicules et des conteneurs, dont certains chargés de produits toxiques, sombre après deux jours d'incendie à environ 333 km à l'ouest du Finistère.

## Types de rouliers

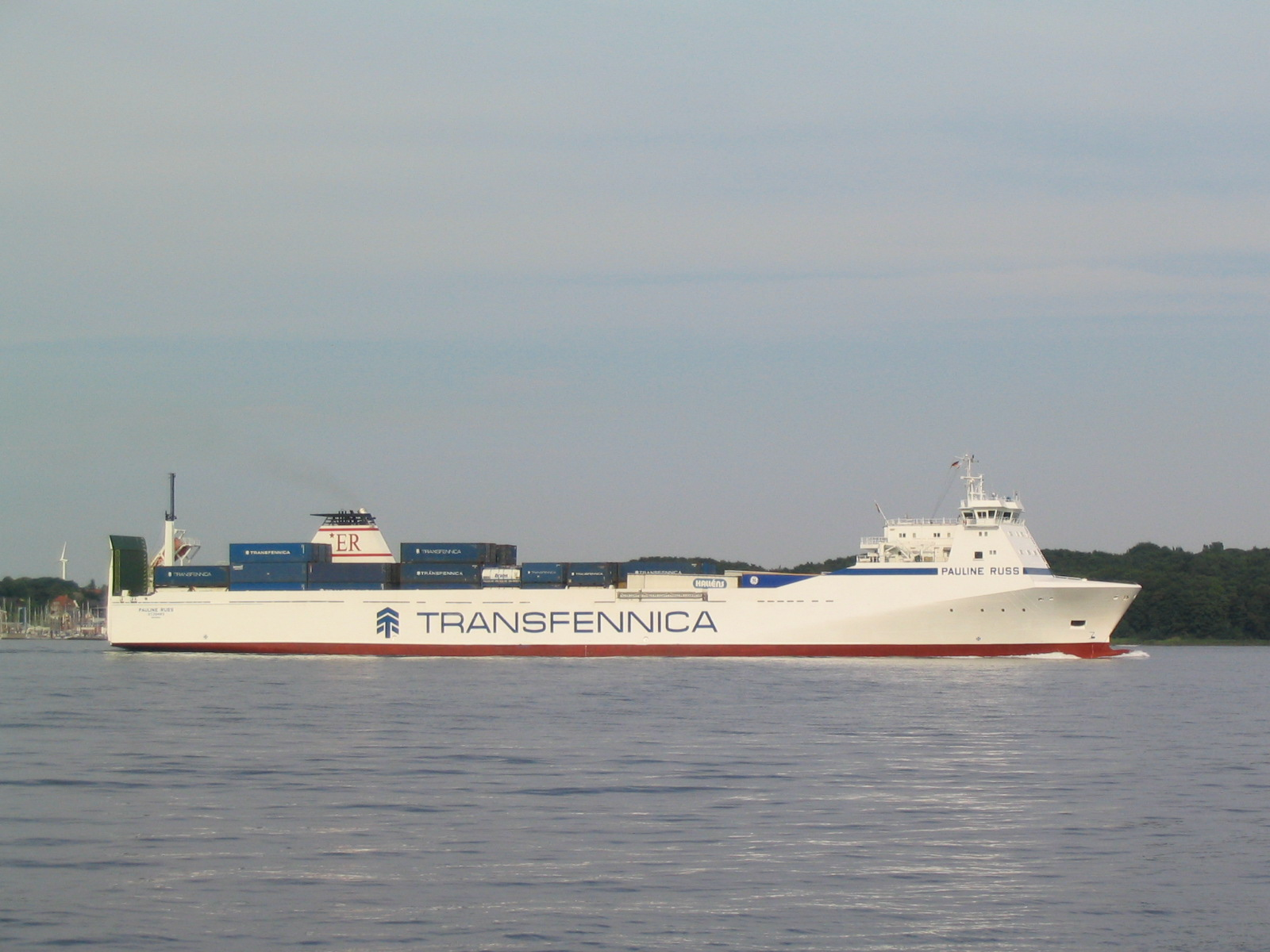
Roulier transportant également des conteneurs sur le pont.
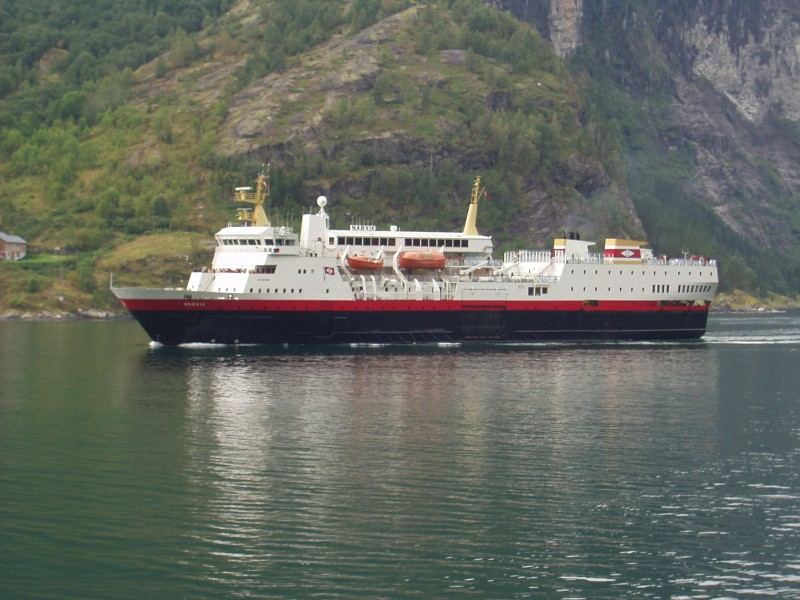
Transporteur de passagers et de véhicules.
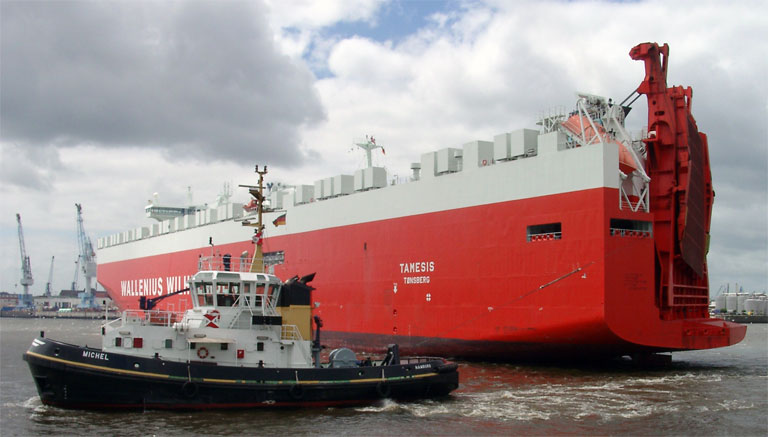
Transporteur de véhicules.
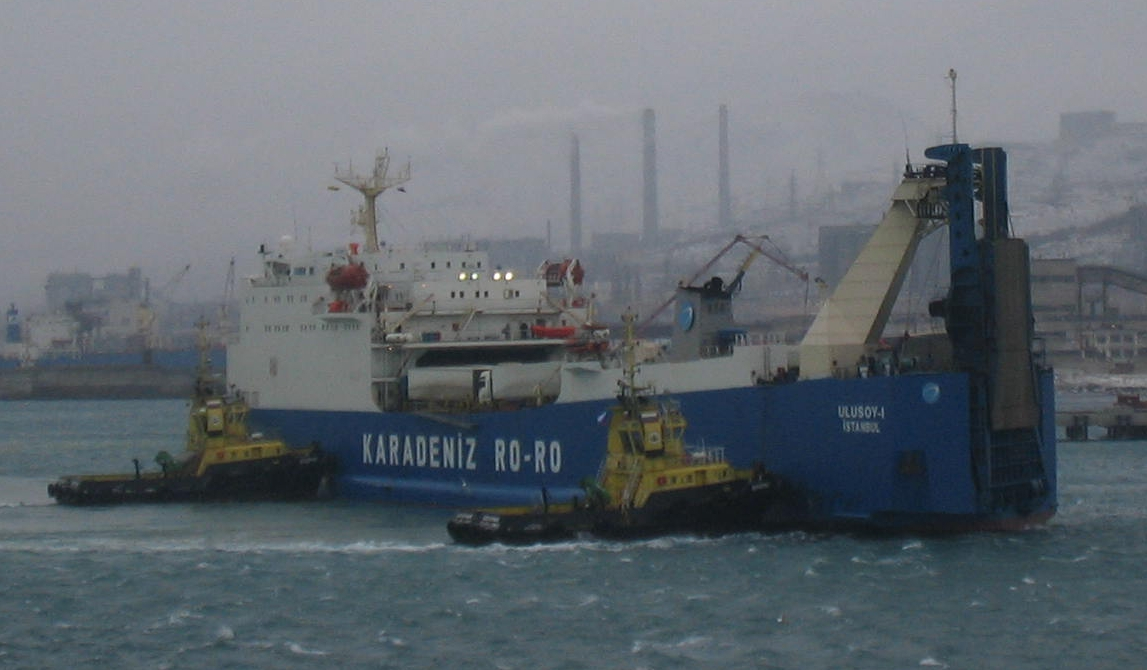
Accostage difficile par vent traversier fort.
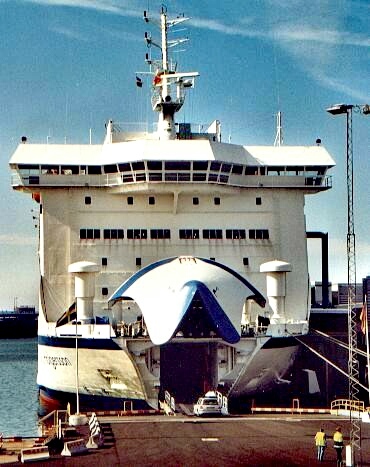
Ferry embarquant principalement des voitures et des passagers.
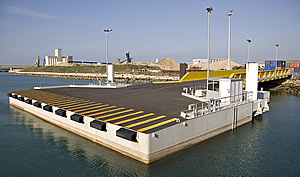
Rampe roulière du port autonome de La Rochelle-La Pallice.
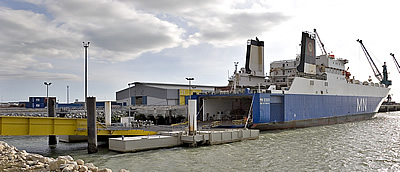
Roulier en cours de déchargement au port autonome de La Rochelle-La Pallice.
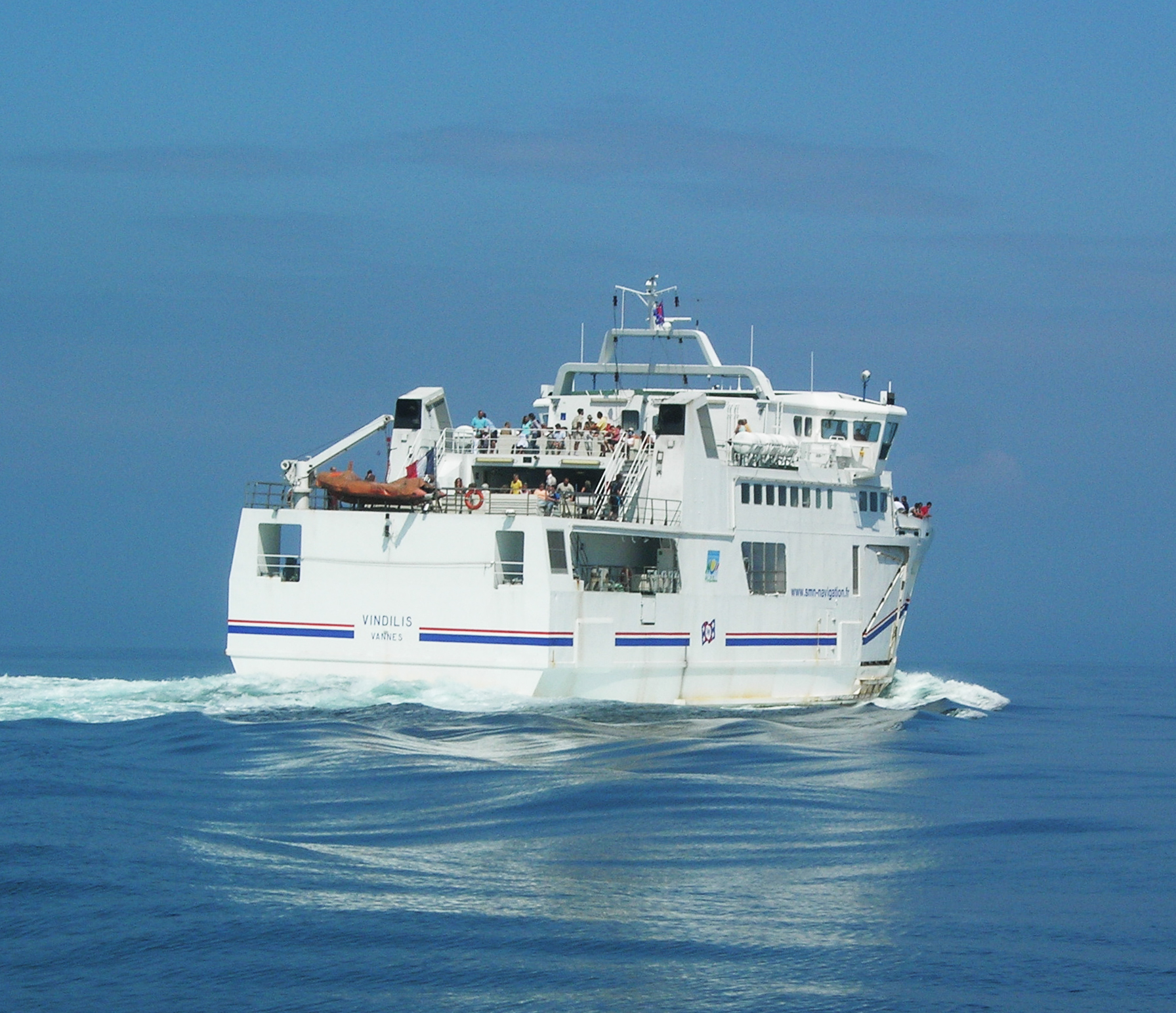
Roulier entre Belle-Île-en-Mer et Quiberon.
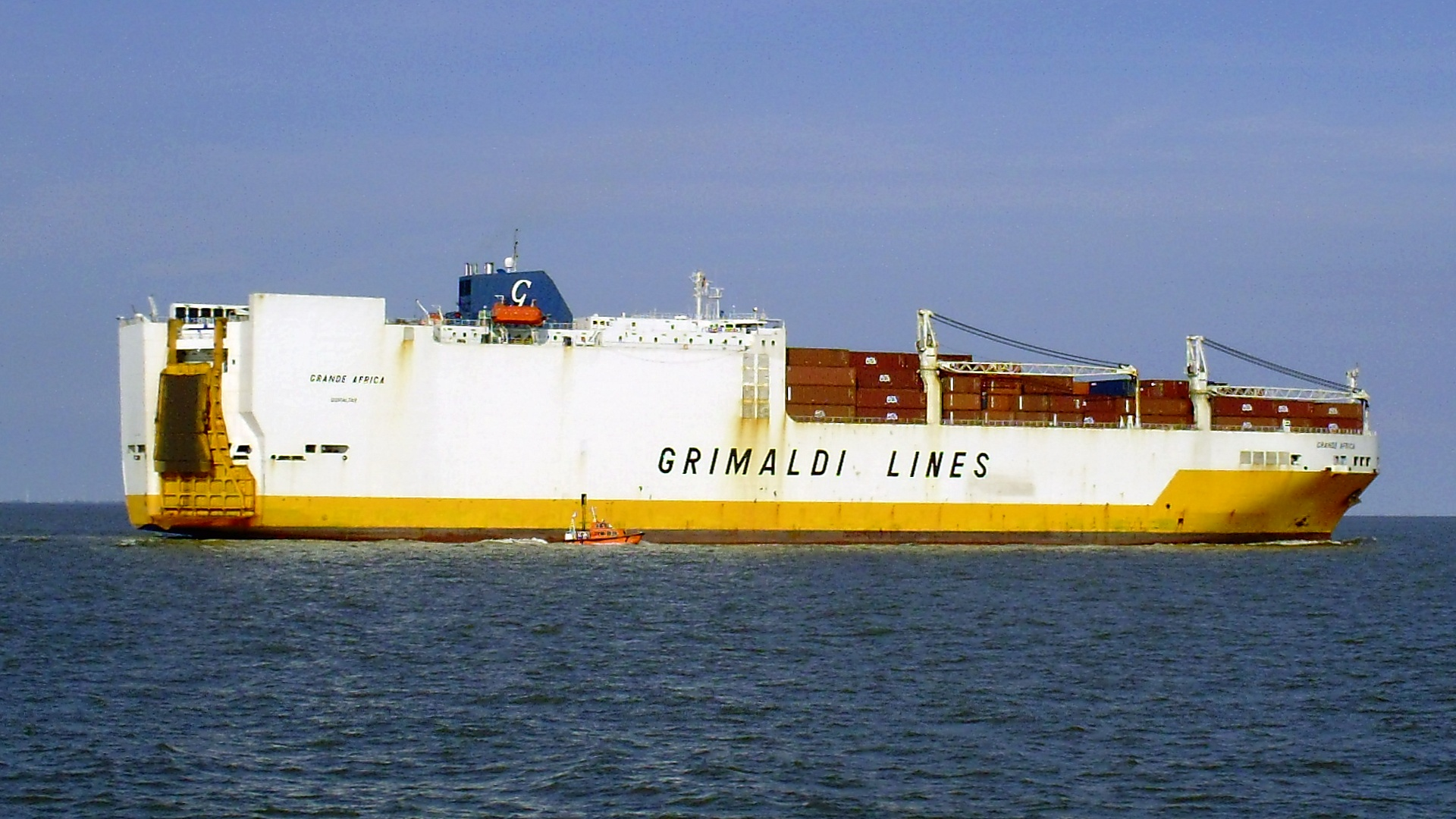
Roulier aménagé en transport de véhicules et de conteneurs.
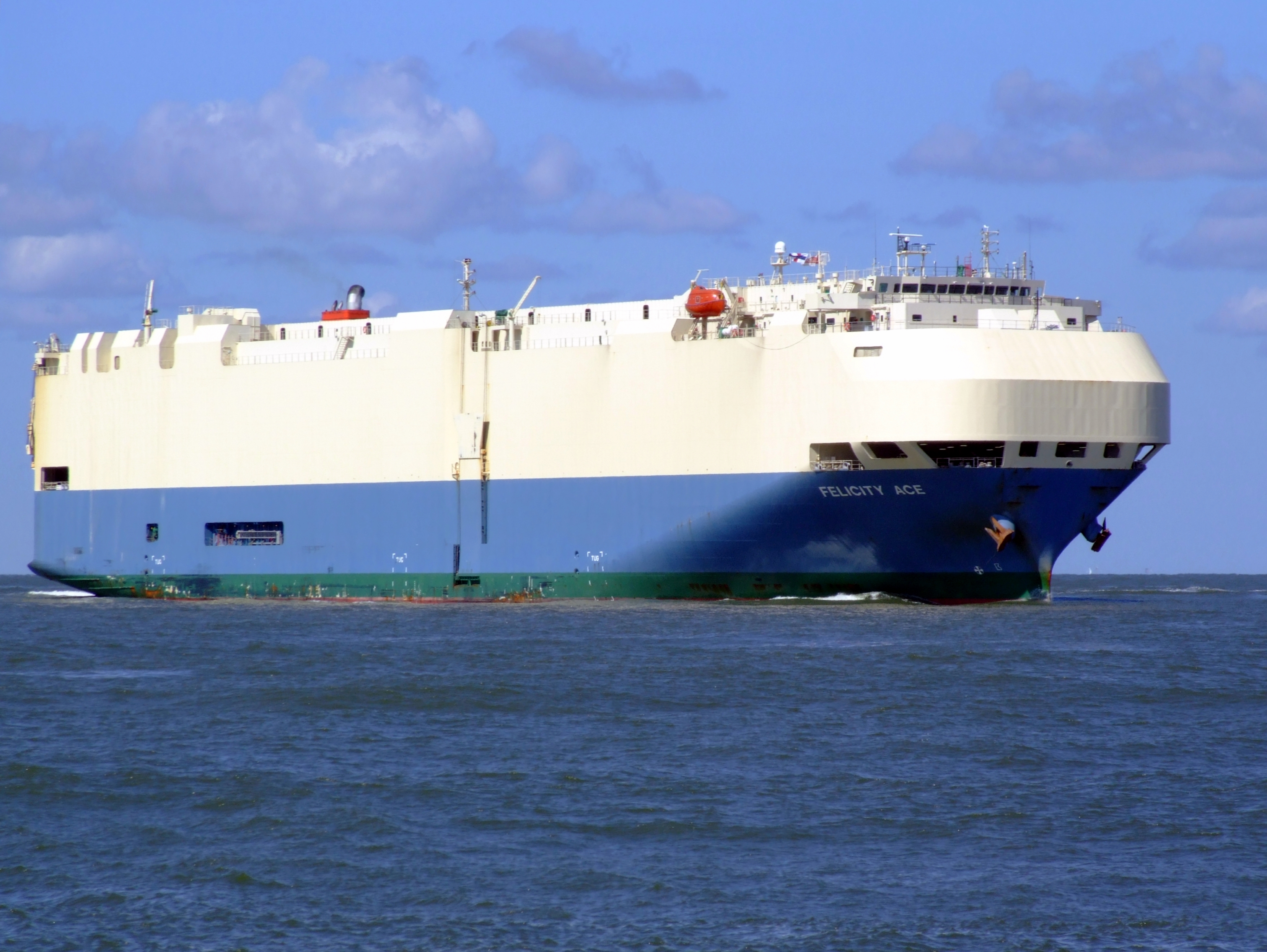
Le Felicity Ace, roulier d'une capacité de 4 000 Véhicules, victime d'un incendie le 16 février 2022.